# داوطلبان ارتش ایالات متحده

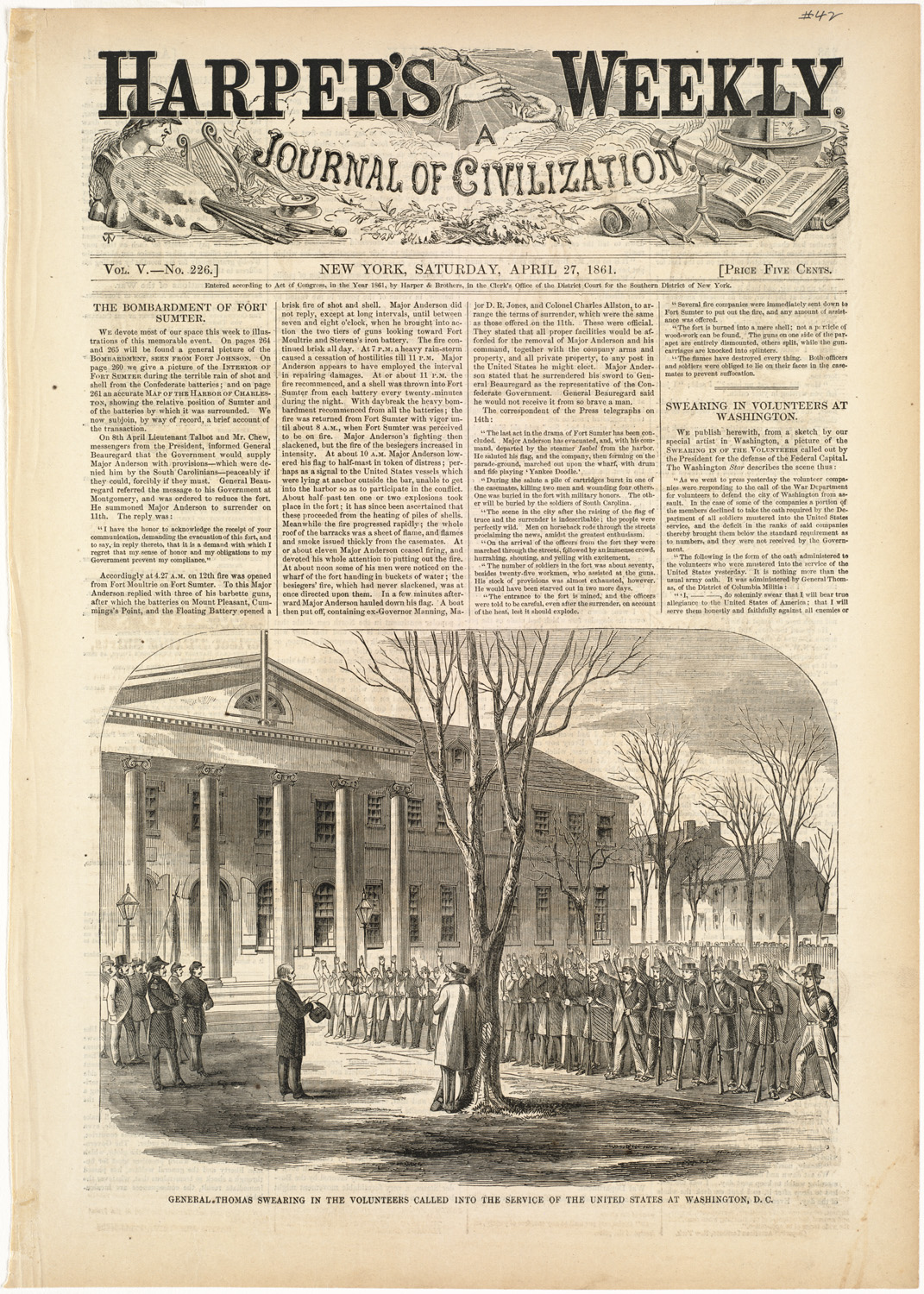
ژنرال توماس در حال سوگند دادن به داوطلبان فراخوانده شده به خدمت ایالات متحده در واشنگتن دی سی

داوطلبان ایالات متحده همچنین با عنوان، داوطلبان ارتش داوطلب ایالات متحده یا سایر موارد دیگر شناخته می‌شوند، داوطلبانی نظامی بودند که در زمان جنگ برای کمک به ارتش ایالات متحده فراخوانده می‌شدند اما جدا از ارتش منظم و شبه نظامیان بودند.